# 111. Infanterie-Division (Wehrmacht)
Die 111. Infanterie-Division war ein Großverband des Heeres der deutschen Wehrmacht im Zweiten Weltkrieg.

## Geschichte
Einsatzgebiete:
- Deutschland: November 1940 bis Juni 1941
- Ostfront, Südabschnitt: Juni 1941 bis Mai 1944

### Aufstellung
Die 111. Infanterie-Division wurde im November 1940 als Teil der 12. Aufstellungswelle auf dem Truppenübungsplatz Fallingbostel im Wehrkreis XI aufgestellt.

### Unternehmen Barbarossa
Im Mai 1941 verlegte die Division in die von Deutschland besetzte Zone Polens, um sich auf die Operation Barbarossa im Juni vorzubereiten. Während des Angriffs auf die Sowjetunion war die 111. Infanterie-Division der Heeresgruppe Süd bzw. Heeresgruppe A unterstellt. Nach der Überquerung des Bug rückte die Division auf Dubno vor. Als Teil der 6. Armee drängte die Division die sowjetischen Kräfte der 5. Armee weiter in Richtung Kiew zurück und erreichte Ende August den Fluss Dnjepr nördlich der ukrainischen Hauptstadt, wo sie einen Brückenkopf mit der 113. und der 298. Infanterie-Division bildete. Am 1. September griffen diese Kräfte aus dem Brückenkopf heraus an und stießen im Rahmen der großen Umzingelungsoperation um Kiew in den Rücken der russischen Front vor. Nach der großen Schlacht ließ der sowjetische Widerstand im Süden Russlands nach und die Kräfte der Heeresgruppe Süd konnten auf breiter Front nach Osten vorstoßen.

### Offensive 1942
Bei der Sommeroffensive 1942 stieß die 111. Infanterie-Division im August zusammen mit dem LII. Armeekorps unter General der Infanterie Eugen Ott in Richtung Kaukasus vor.

### Brückenkopf an Terek
Am 1. September 1942 konnte sie zusammen mit der 370. Infanterie-Division bei Mosdok am Terek einen Brückenkopf bilden. Hauptmann Lyhme vom Infanterie-Regiment 70 gelang es den Brückenkopf über den Gebirgsfluss zu sichern. Für eine weitere Offensive reichte die Kraft nicht aus. Erst am 25. September 1942 unternahm das III. Panzerkorps zusammen mit der 23. Panzer-Division und 111. Infanterie-Division unter General der Kavallerie Eberhard von Mackensen einen Angriff auf Ordschonikidse, welcher jedoch misslang. Ab dem 31. Dezember 1942 zog sich die 111. Infanterie-Division vom Terek-Fluss im Kaukasus in Richtung Don/Ukraine zurück. Major Friedrich Musculus, Kommandeur der Panzerjäger-Abteilung 111, verteidigte zusammen mit Grenadieren und Pioniere eine Riegelstellung am Fluss Kuma, um die vorstoßenden Sowjetverbände daran zu hindern, die 1. Panzerarmee zu vernichten. In einem Sumpfgebiet am benachbarten Fluss Solka kam es zum Gefecht zwischen sowjetischer Kavallerie und deutschen Verteidigern, dabei wurde eine Kampfgruppe der 111. Infanterie-Division eingeschlossen, konnte sich jedoch später im Nahkampf wieder befreien. Durch die Verzögerungsgefechte konnte der Rückzug der Armee bis zum Februar 1943 erfolgreich gedeckt werden.
Im August 1943 war das XXIX. Armeekorps mit der 111. Infanterie-Division, 17. Infanterie-Division und 13. Panzer-Division am Asowschen Meer zeitweilig eingeschlossen, die 111. Infanterie-Division unter der Führung von Generalleutnant Hermann Recknagel konnte unter großen Verlusten in Richtung Mariupol-Melitopol ausbrechen; während dieser Kämpfe fiel auch Werner von Bülow, der die Division erst am 15. August übernommen hatte, aber bereits seit dem 30. August 1943 vermisst wurde; Recknagel übernahm nunmehr erneut die Führung bis November 1943. Die 51. sowjetische Armee gab den Befehl aus, Recknagel gefangen zu nehmen, was jedoch misslang.
Die Kämpfe zwischen Asowschen Meer und Saporischschja am Unterlauf des Dnepr dehnten sich aus, bis Melitopol am 23. Oktober 1943 fiel und der Weg zur Abriegelung der Krim für die Rote Armee frei war.

### Krim 1944
Am 1. März 1944 wurde die 111. Infanterie-Division aus dem Brückenkopf Nikopol zur Krim eingeflogen. Dort wurde sie dem XXXXIX. Gebirgs-Korps der 17. Armee unterstellt und im Raum Dschankoj einquartiert. Mit dem Eintreffen auf der Krim wurde die Division geteilt. Der erste Teil wurde mit dem Grenadier-Regimentern 70 und 117 am Sywasch-Brückenkopf eingesetzt. Der zweite Teil bestand aus dem Grenadier-Regiment 50 und wurde der 3. rumänischen Gebirgs-Division unterstellt. Am 10. März wurde die Division mit neuen Waffen, Fahrzeugen und Pferden aufgerüstet, da der Zustand nach der Verlegung katastrophal war.
Am 22. März 1944 wurde das Grenadier-Regimenten 50 alarmiert und per Bahn nach Ak-Monai geschickt. Dort besetzten sie 20 km nordöstlich von Feodossija den Parpatsch-Riegel. Am 5. April 1944 wurde das Grenadier-Regiment 70 zum Sywasch-Brückenkopf verlegt und diente dort als Reserve. Am nächsten Tag wurde auch das Grenadier-Regiment 117 alarmiert und zum Perekop-Brückenkopf in Marsch gesetzt. Bei beiden Brückenköpfen war zur gleichen Zeit bereits das Artillerie-Regiment 117 im Einsatz. Zu dieser Zeit war die 111. Infanterie-Division vollkommen auseinandergerissen und einzelne Regimenter anderen Divisionen unterstellt.
Ebenfalls am 6. April 1944 wurde das Grenadier-Regiment 50 vom Parpatsch-Riegel abgelöst, verladen und nach Osten bis Baherowe gebracht. Dort wurde das Quartier in Höhlen bei Kesy eingerichtet. Am Samstag, dem 8. April wurde das Regiment im Morgengrauen alarmiert. Waffen und Munition wurde nachgeführt und das Regiment weiter nach Westen verlegt. Am 9. April fuhr das Regiment über Dschankoj nach Piatosernaja. Während des Transportes wurden die Truppen fast durchgehend von feindlichen Flugzeugen überflogen, jedoch nicht beschossen. Um 14 Uhr erreichte der Transport den Bahnhof von Piatosernaja.
Dort erfuhr der Regimentskommandeur, dass Armjansk aufgegeben wurde und die Frontlinie 10 km im Norden der eigenen Position sei. Umgehend wurde der I. Bataillon damit beauftragt, die Stellungen bei Utschastok und westlich davon zu sichern. Da die Stellungen für zwei Bataillone vorgesehen waren, konnte das I. diese nicht allein halten. Eine Verstärkung durch andere Kräfte war nicht möglich und so mussten sich die Truppen in der Nacht zurückziehen. Um 6 Uhr am Morgen des 10. April setzte feindliches Artilleriefeuer aller Kaliber ein. Während der Feuerpausen der sowjetischen Artillerie, wurden die deutschen Truppen durch Schlachtflieger und Bomber angegriffen. Gegenn 7:10 Uhr gelang es drei sowjetischen Flammpanzern bis zu einer Minensperre vorzudringen und eine Gruppe mit einem schweren Maschinengewehr und eine Artillerie-Beobachtungsstelle des I. Bataillon des Grenadier-Regiments 117 zu vernichten.
Eine 7,5-cm-Panzerabwehrkanone 40 vom Bewährungsbataillon 999 hatte das Feuer nicht eröffnet und wollte sich ergeben. Drei dieser Soldaten wurden von einem deutschen Feldwebel mit einem Gewehr getötet. Unmittelbar griffen sowjetische Truppen mit einer Stärke von 300 Mann an. Zwar wehrten sich die Verteidiger mit allen Mitteln, konnten der Masse an feindlichen Soldaten aber nicht standhalten. Während des Kampfes griffen deutsche Artillerie und einige Sturmgeschütze ein, wodurch der Angriff kurzfristig abgewehrt werden konnte. Gegen Mittag erfolgte der dritte Angriff, welcher durch zusammengefasstes Feuer von Infanterie und Artillerie ebenfalls abgewehrt werden konnte.
Gegen 15:30 Uhr brachen sowjetische Truppen mit vier T-34 an der Straße entlang der Eisenbahnlinie Ishun und Budanowka in die Stellungen der deutschen Truppen ein. Erneut ergab sich die Besatzung einer Panzerabwehrkanone des Bewährungsbataillon 999. Diese wurden allerdings durch die sowjetischen Truppen erschossen. Die Panzer rollten die Gräben nach Westen hin auf und die deutschen Truppen mussten sich über die Dämme des Staroje-Sees zurückziehen.
Am 11. April 1944 wurde der Grenadier-Regiment 50 auf Lastkraftwagen verladen und als Divisions-Reserve nach Wojinka verlegt. Gegen 20 Uhr zog Bodennebel auf und viele versprengte Teile der 111. Infanterie-Division konnten sich nahezu ungehindert bis nach Wojinka zurückziehen und aufschließen. Mithilfe der zur Verfügung stehenden Lastkraftwagen, konnten sich diese Division erfolgreich vom Feind lösen und verlustfrei ausweichen.
Gegen 3 Uhr Morgens am 12. April 1944 fuhren der Regimentskommandeur, Oberstleutnant Nickel als Führungsfahrzeug, und zwei folgende Lastkraftwagen auf eine sowjetische Stellung mit Panzerabwehrkanonen und Maschinengewehren auf. Die Fahrzeuge wurden umgehend beschossen und gingen in Flammen auf. Die restlichen Teile wichen sofort aus und setzten die Fahrt weiter fort. Gegen Mittag gelang es ihnen, die rechte Flanke der 336. Infanterie-Division bei Samar zu erreichen. Gegen 22 Uhr saßen die restlichen Teile der 111. Infanterie-Division in Samar wieder auf und erreichten, ohne bemerkt zu werden, eine Hügelkuppe bei Alatsch.
Bei Alatsch erhielten die Truppen Fahrzeuge vom Typ Hummel und einige Sturmgeschütze. Mit diesen Fahrzeugen griff die 111. Infanterie-Division am 13. April 1944 sowjetische Truppen in der Flanke der 336. Infanterie-Division an. Dabei konnten sie zwei Panzer, 18 schwere Panzerabwehrkanonen und sieben Artilleriegeschütze zerstören. Die sowjetischen Truppen zogen sich zurück und die deutschen Truppen konnten 50 deutsche und rumänische Soldaten befreien. Um 13:30 Uhr setzten die sowjetischen Truppen zu einem Gegenangriff an, welcher durch gezielte und koordiniertes Feuer 200 m vor den eigenen Stellungen zum Erliegen kam. Durch Aufklärung konnte die deutschen Truppen eine große Anzahl sowjetischer Truppen südlich ihrer Position aufklären. Die Soldaten verschanzten sich weiter und erwarteten den schweren feindlichen Angriff.
Wenige Minuten später flogen deutsche Stukas über die Stellungen, sahen den Aufmarsch der sowjetischen Truppen und gingen in den Angriff über. Den Flugzeugen gelang es, die aufmarschierenden Truppen zu zerschlagen und zum Rückzug zu zwingen. Gegen 17 Uhr setzten sich die deutschen Truppen ab und gelangten in ein Dorf, 4 km von den letzten Stellungen entfernt. Dort sammelten sich die Teile der 111. Infanterie-Division und ruhten ein paar Stunden. In der Abenddämmerung wollte sich die Kolonne sich weiter absetzen, wurde jedoch kurz vor dem Abmarsch von sowjetischen Panzern angegriffen. Die ungeschützten Lastkraftwagen versuchten mit Vollgas auszuweichen, während die Hummeln und Sturmgeschütze ihrerseits das Feuer eröffneten.
Die Lastkraftwagen konnten sich ohne Verluste absetzen. Den Sturmgeschützen gelang es, die Panzer abzuwehren und zusammen mit den Hummeln aufzuschließen. In der Nacht fuhren die Fahrzeuge durch mehrere feindliche Befestigungsringe. Die Sturmgeschütze fuhren dabei voraus und zogen das feindliche Feuer auf sich. Dadurch sollten die Lastkraftwagen unbehelligt weiter durchbrechen können. Aufgrund der dunklen Nacht und des Überraschungsmomentes, schoss niemand auf die Lastkraftwagen, da man sie zwischen den umherfahrenden sowjetischen nicht unterscheiden konnte. Gegen Mitternacht mussten die verbleibenden Hummeln aufgrund von Treibstoffmangel gesprengt werden.

### Sewastopol 1944
Im Morgengrauen des 14. April 1944, gegen 4:30 Uhr, stießen die ersten Truppen auf eine sowjetische Panzerspitze bei Kontugan. Sechs Sturmgeschütze und zwei, kurz vorher eingegliederte Panzerjäger vom Typ Nashorn, eröffneten umgehend das Feuer. Die Lastkraftwagen wendeten und wichen erneut aus. Wenig später war die Kolonne auf sich gestellt, da die Funkverbindung zu den kämpfenden Fahrzeugen abgerissen war. Ein letztes Sturmgeschütz fuhr den Lastkraftwagen voraus, weiter in Richtung Südwesten. Gegen 14 Uhr erreichten die ersten Fahrzeuge Sewastopol. Die Truppen wurden hinter die Stellungen der 50. Infanterie-Division gebracht und erlebten bei anbrechender Dunkelheit schwerste Bombenangriffe.
Am 15. April 1944 wurden die Reste des Grenadier-Regiments 117 bei Nowo-Shuli eingesetzt. Die Reste des Grenadier-Regiment 70 verblieben in Nikolajewka und die Reste des Grenadier-Regiment 50 besetzten die 4. Linie, 2 km hinter der Hauptkampflinie, als Einsatzreserve. Der Rest dieses und des folgenden Tages verlief für die Einheiten ruhig. Am 17. April wird das I. Bataillon des Grenadier-Regiments 50, mithilfe von Tross-Soldaten, auf 210 Mann Gefechtsstärke gebracht. Gegen 15 Uhr trafen zur weiteren Verstärkung 120 Flaksoldaten der 9. Flak-Division und 49 Soldaten der Heeres-Küstenartillerie ein.
Nachdem es mehrere Tage lang ruhig blieb, griffen sowjetische Truppen um 9 Uhr am 19. April 1944 die Stellungen auf der sogenannten Reiter-Höhe an. Dieser Angriff konnte ohne eigene Verluste abgewehrt werden. Danach blieb es erneut mehrere Tage lang ruhig. Um 9 Uhr am 23. April 1944 setzte Trommelfeuer mit Panzerabwehrkanonen, Granatwerfern und Artilleriegeschützen aller Kaliber ein. Schlachtflieger griffen mit Bomben und Bordwaffen pausenlos die Stellungen der deutschen Truppen an. Ein Angriff erfolgte auf die Stellungen der 336. Infanterie-Division, welche diese halten und 29 sowjetische Panzer abschießen konnte.
Ein erneuter Angriff am folgenden Tag konnte 100 m vor den eigenen Stellungen abgewehrt werden. Am 25. April 1944 gelangte der Führerbefehl nach Sewastopol, wonach die Stadt unter allen Umständen gehalten werden muss, um die sowjetischen Armeen zu binden. die folgenden Tage verliefen erneut ohne Gefechte. Um 2:45 Uhr am 30. April konnte ein Angriff durch einen 20 Mann starken Stoßtrupp ohne Verluste abgewehrt werden. Darauf folgen erneut mehrere Tage ohne Gefechte.
Um 6 Uhr Morgens am 7. Mai 1944 begann stärkstes Trommelfeuer auf die Stellungen der deutschen Truppen. Gegen 11 Uhr wurde der Artilleriefeuer durch Angriffe von Schlachtfliegern ergänzt. Um 13 Uhr gelang es den sowjetischen Truppen beim Grenadier-Regiment 70 einzubrechen. Durch diesen Einbruch gelang es den Sowjets, das II. Bataillon des Grenadier-Regiments 50 zu zerschlagen. Der letzte Funkspruch von dort traf um 15:30 Uhr ein. Bis zum Abend hin konnten die Stellungen nicht zurückgewonnen werden und man verblieb in hinteren Stellungen.
Am 9. Mai 1944 waren die Stellungen in Sewastopol mit Soldaten von verschiedensten Einheiten besetzt, als gegen 7 Uhr erneut Artilleriefeuer einsetzte. Kurz darauf griff sowjetische Infanterie an und zwang die deutschen Truppen zum Ausweichen. Gegen 14 Uhr wichen auf der gesamten Frontlinie die Soldaten aus, da die sowjetischen Truppen massiv angriffen. Gegen 15 Uhr erging der Befehl, dass sich alle deutschen Truppen bis auf die Chersonez-Stellung zurückziehen sollten. Die Rückzugskämpfe verstärkten sich und um 13 Uhr am 11. Mai 1944 erging der Befehl zum Absetzen um 23 Uhr nach Schablijkina.
Um 1:40 Uhr am 12. Mai 1944 trafen in Schablijkina zwei Mainiefähren ein. Von der 111. Infanterie-Division konnte jedoch nur der Rest des Stabes des Artillerie-Regiments 117 verladen werden. Die restlichen Truppen mussten zurückgelassen werden, weil weitere Fähren bereits bei der Anfahrt auf See versenkt wurden. Am 13. Mai 1944 trafen die Fähren in Constanța ein.

### Vernichtung
Nach der Ausschiffung einiger weniger Teile des Stabes des Artillerie-Regiments 117 am 12. Mai 1944, wurden die restlichen Teile der 111. Infanterie-Division in Sewastopol vollständig vernichtet.

### Verwendung der Reste der Division
Nur Teile des Stabes des Artillerie-Regiments 117 konnten mit Schiffen evakuiert werden. Die Division wurde aufgelöst und der Stab später für die 226. Infanterie-Division verwendet.

## Personen
| Dienstzeit                          | Dienstgrad             | Name              |
| ----------------------------------- | ---------------------- | ----------------- |
| 5. November 1940 bis 1. Januar 1942 | General der Infanterie | Otto Stapf        |
| 1. Januar 1942 bis 15. August 1943  | General der Infanterie | Hermann Recknagel |
| 15.–30. August 1943                 | Generalmajor           | Werner von Bülow  |
| 30. August bis 1. November 1943     | General der Infanterie | Hermann Recknagel |
| 1. März 1944 bis 20. April 1944     | Oberst I. G.           | Adam              |
| 21. April 1944 bis 12. Mai 1944     | Generalmajor           | Erich Gruner      |

| Dienstzeit                     | Dienstgrad     | Name                         |
| ------------------------------ | -------------- | ---------------------------- |
| November 1940 bis 1. Mai 1942  | Oberst         | Hans Stoch                   |
| 1. Mai 1942 bis Januar 1943    | Oberst         | Alfred Philippi              |
| Juli bis November 1943         | Major          | Hasso Freiherr von Puttkamer |
| November 1943 bis 12. Mai 1944 | Oberstleutnant | Alexander Franz              |

Andere
- Otto Herfurth (* 22. Januar 1893 in Hasserode; † 29. September 1944 in Berlin-Plötzensee)

war Kommandeur des Infanterie-Regiments 117 und später Mitglied der Verschwörung des 20. Juli 1944
- Joachim Kuhn (* 2. August 1913 in Berlin; † 6. März 1994 in Römershag bei Bad Brückenau)

war Ordonnanzoffizier in der 111. Infanterie-Division und später Mitglied der Verschwörung des 20. Juli 1944

## Auszeichnungen
Insgesamt wurden 12 Angehörige der 111. Infanterie-Division mit dem Ritterkreuz des Eisernen Kreuzes ausgezeichnet und 60 mit dem Deutschen Kreuz in Gold.

## Gliederung
- Infanterie-Regiment 50
- Infanterie-Regiment 70
- Infanterie-Regiment 117
- Artillerie-Regiment 117
- Panzerjäger-Abteilung 111
- Aufklärungs-Bataillon 111
- Nachrichten-Abteilung 111
- Pionier-Bataillon 111
- Nachschubtruppen